# Grand Teton Nemzeti Park
A Grand Teton Nemzeti Park az USA Wyoming államának területén fekvő nemzeti park. Az Egyesült Államok néhány legelképesztőbb hegyvidéki színterét védi.

## Története
A Grand Teton Nemzeti Parkot 1929-ben alapították, de 1950-ben kibővítették a területét. 

## Domborzata és természetföldrajza
A nemzeti park 1248 km²-en terül el a Sziklás-hegységben. 
A Teton-hegység hirtelen emelkedik ki a Jackson Hole völgy aljáról, csipkés csúcsai visszatükröződnek a völgyben fekvő Jackson-tóban. A Jackson Hole-ban fut a Snake folyó.
A hegyek sokkal fiatalabbak, mint a Sziklás-hegység többi része: úgy 9 millió éve még nem volt itt kiemelkedés. Több magas csúcs is található a park területén, melyek között gleccserek találhatók. Legmagasabb csúcsa, a nemzeti parknak nevét is adó Grand Teton 4197 méteres tengerszint feletti magasságával emelkedik az ég felé. 

## Élővilága
Az állatvilága is igen gazdag a parknak. A nagy emlősök közül rendszeresen látható amerikai bölény, jávorszarvas, vapiti, villásszarvú antilop, kanadai hód és fekete medve. A park északi részén grizzyk élnek, a meredek lejtőkön pedig kanadai vadjuhok találhatók. Az elmúlt teleken a Yellowstone-ból származó farkasokat is láttak.
A madárfajok közül akad itt fehérfejű rétisas, halászsas, orrszarvú pelikán és trombitás hattyú. 
A kígyó-folyami pisztrángfaj csak a Jackson Hole-on áthaladó Snake folyóban található.
Itt gázolták halálra 2024. október 22-én éjjel Grizzly 399-et, aki 2001-ben a Nagy Yellowstone Ökorendszer legidősebb szaporodó grizzly medvéjét. Grizzly 399 körülbelül 2 méter magas volt és 181 kilogrammot nyomott.

## Turizmus
A látogatásra legalkalmasabb a június és szeptember közötti időszak. Az erős havazás miatt az év többi részén a legtöbb turistaszállás zárva tart. 

## Képgaléria

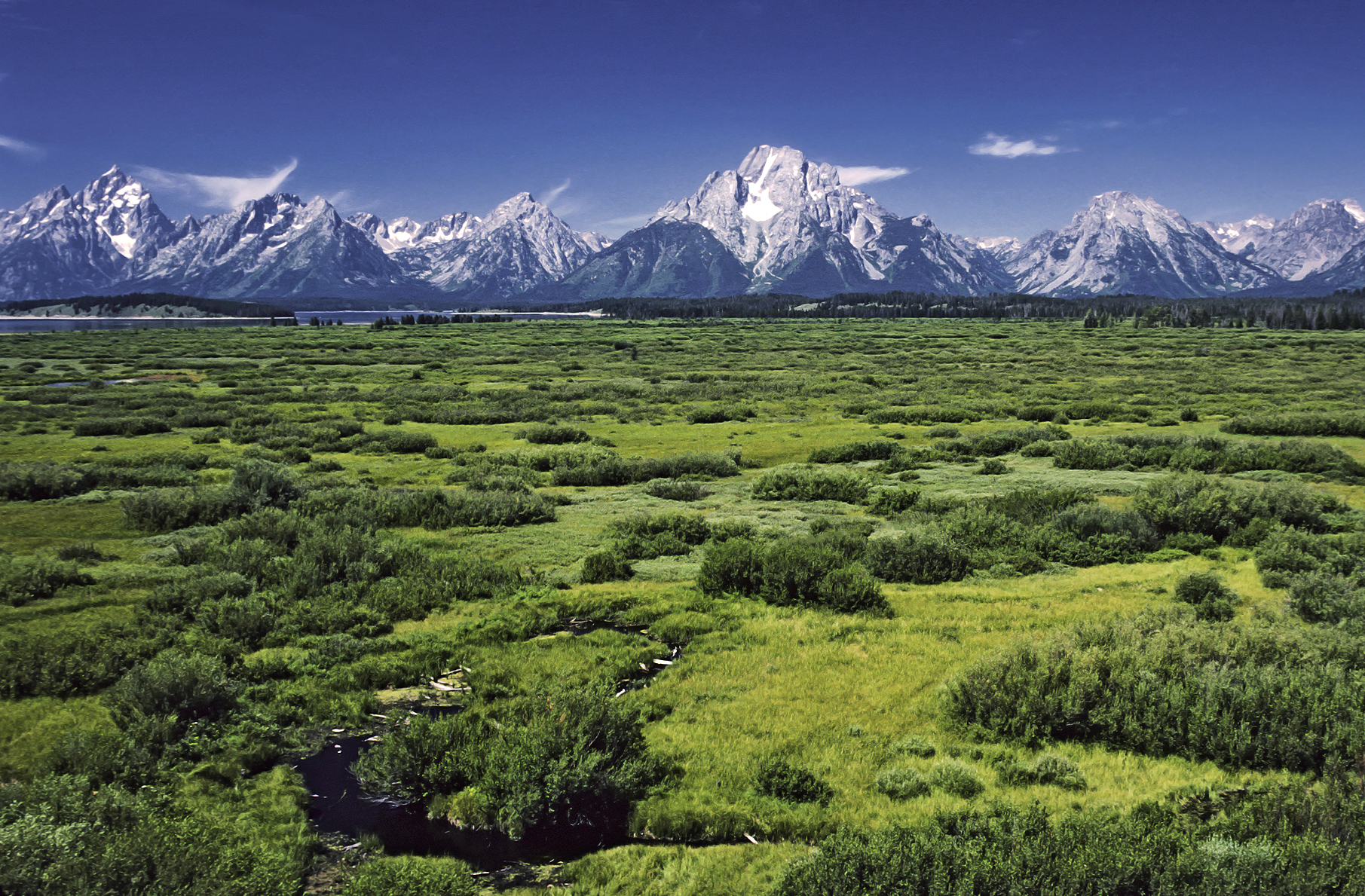
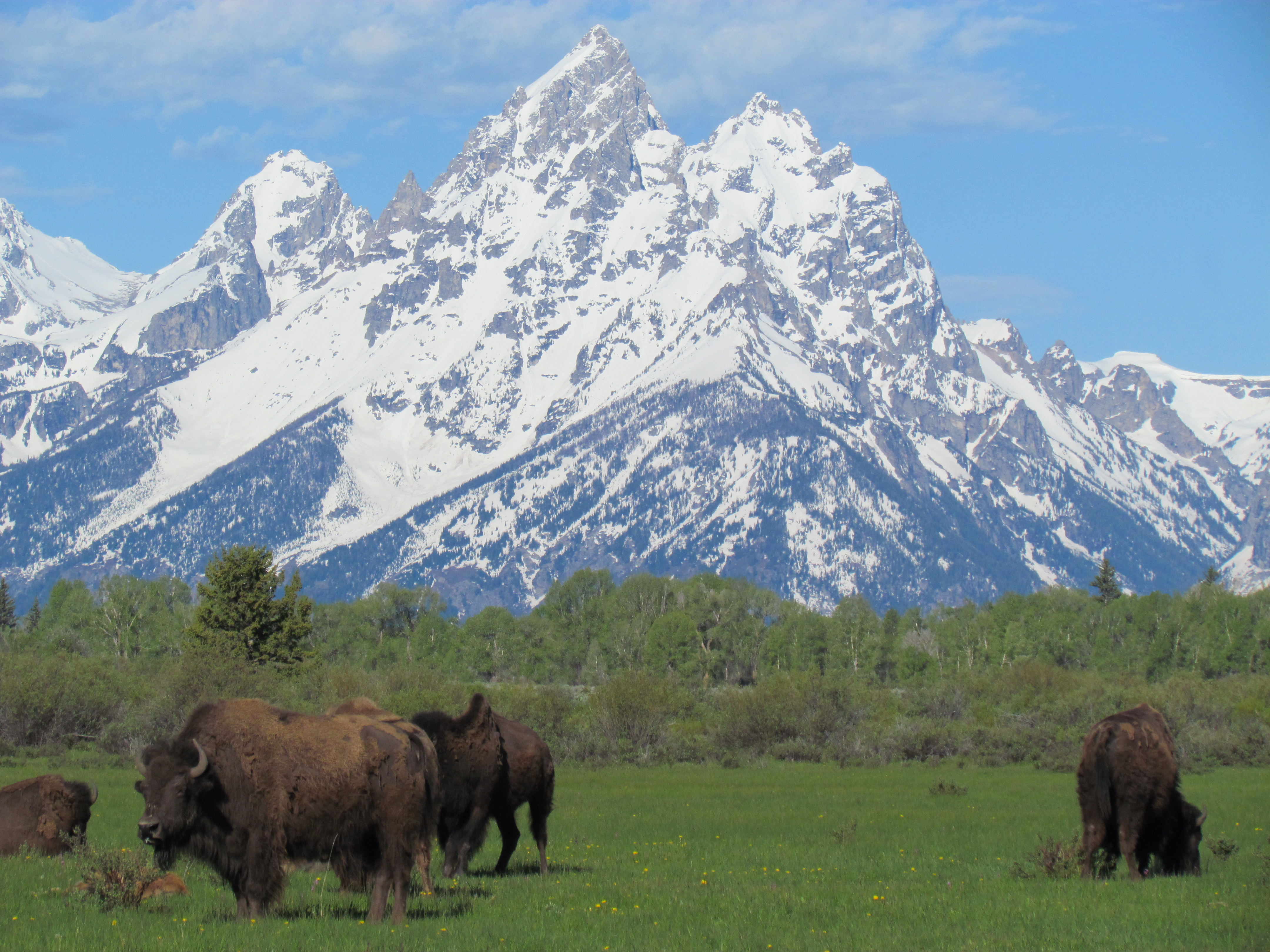
Bölények
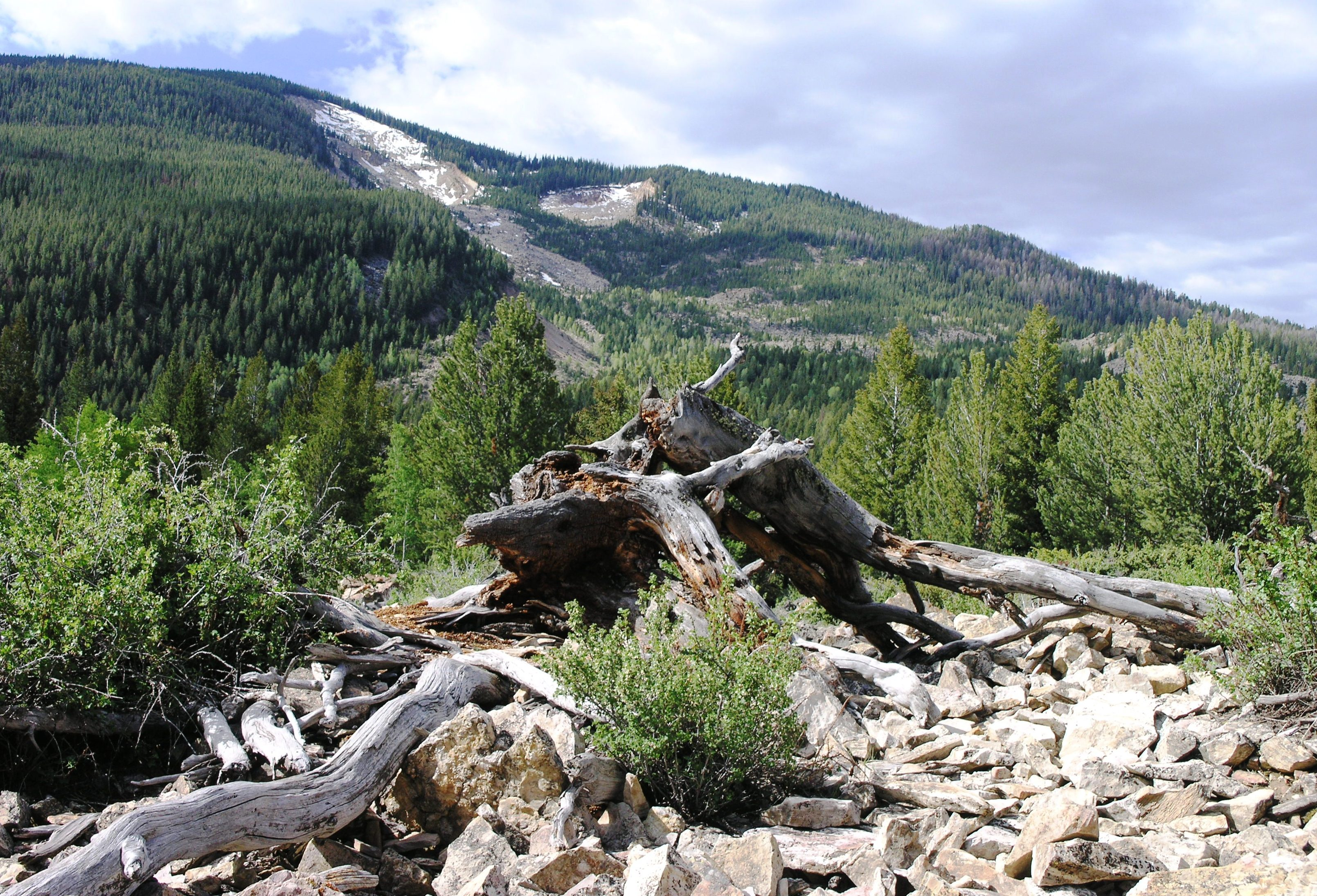
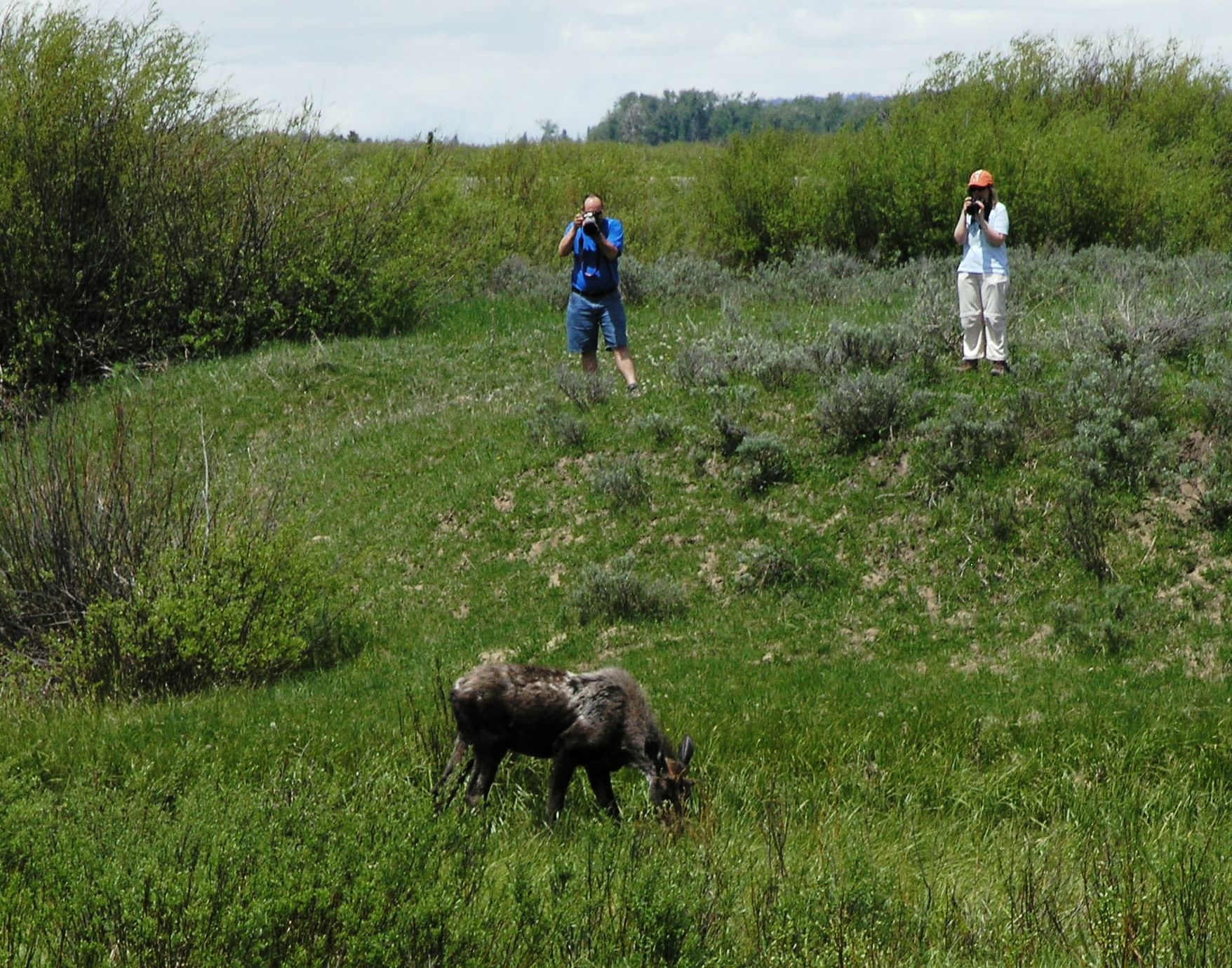
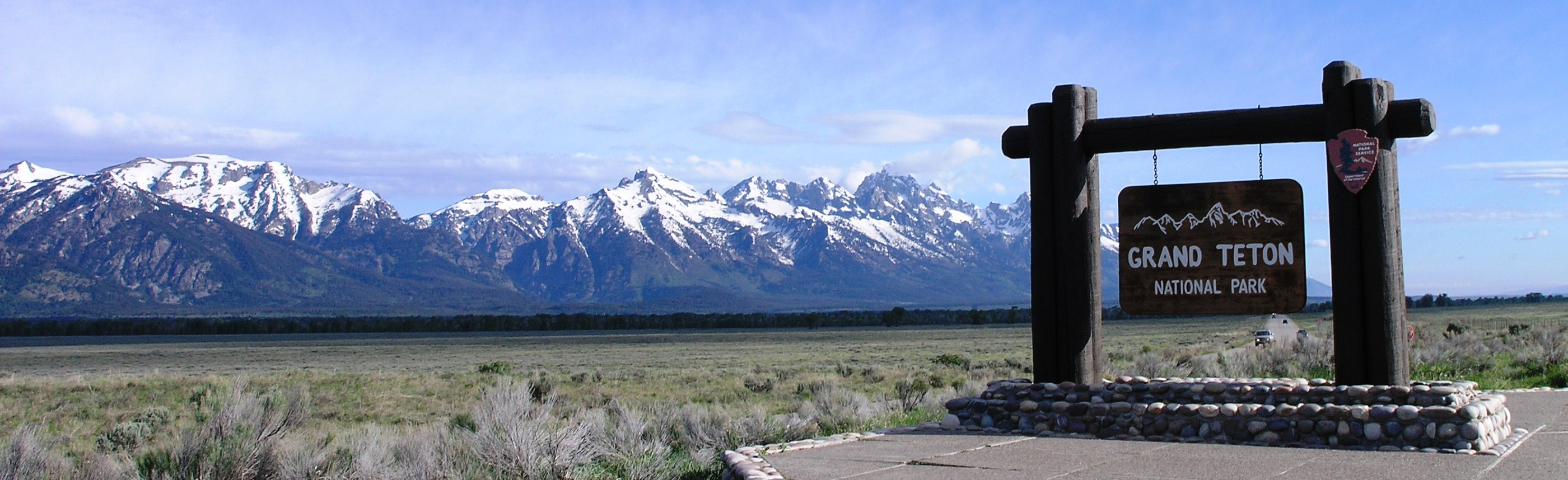
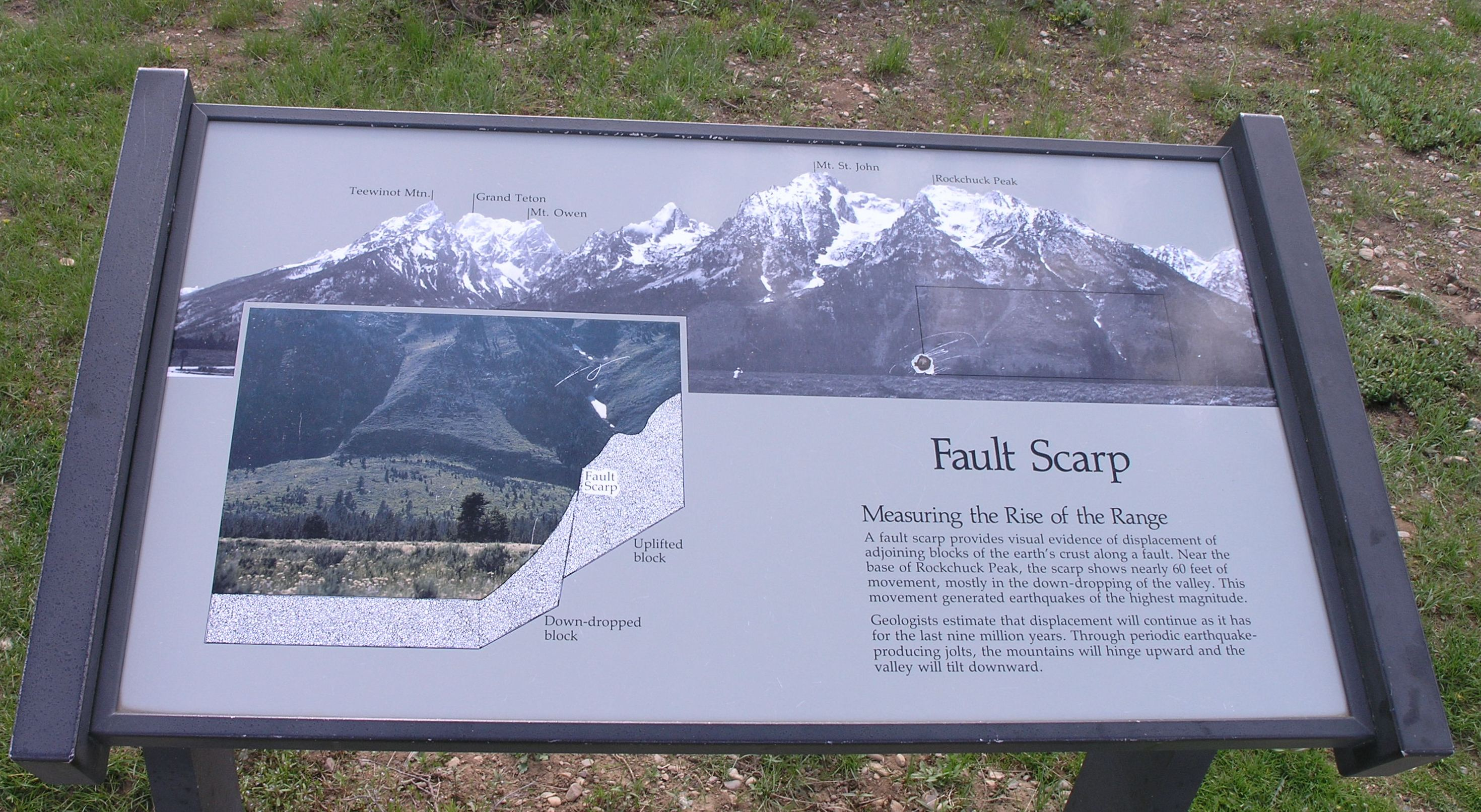